# Zapasy na Igrzyskach Afrykańskich 2015
Turniej w ramach igrzysk afrykańskich w 2015 roku rozegrano w dniach 15 - 18 września w Brazzaville w Kongo.

## Tabela medalowa
|    | Państwo                       |    |    |    | Razem: |
| -- | ----------------------------- | -- | -- | -- | ------ |
| 1  | Nigeria                       | 8  | 4  | 4  | 16     |
| 2  | Egipt                         | 7  | 3  | 6  | 16     |
| 3  | Algieria                      | 4  | 5  | 3  | 12     |
| 4  | Tunezja                       | 2  | 3  | 5  | 10     |
| 5  | Kamerun                       | 1  | 3  | 1  | 5      |
| 6  | Senegal                       | 1  | 2  | 5  | 8      |
| 7  | Południowa Afryka             | 0  | 3  | 2  | 5      |
| 8  | Demokratyczna Republika Konga | 0  | 0  | 5  | 5      |
| 9  | Kongo                         | 0  | 0  | 3  | 3      |
| 10 | Czad                          | 0  | 0  | 2  | 2      |
| .  | Kenia                         | 0  | 0  | 2  | 2      |
| 12 | Burkina Faso                  | 0  | 0  | 1  | 1      |
|    | razem:                        | 23 | 23 | 39 | 81     |

## Wyniki mężczyźni

### styl klasyczny
| Waga   | Złoto:                      | Srebro:                | Brąz:                    | Brąz:             |
| 59 kg  | Abdennour Laouni            | Jan Combrinck          | Yala Maindombe Florentin | ----              |
| 66 kg  | Tarik Aziz Bin Isa          | Otutu Oke              | Ndombasi Matadi Regan    | Hajsam Mahmud     |
| 71 kg  | Emmanuel Nworie             | Ibrahim Mahmud Hamid   | Akram Budżamalin         | ----              |
| 75 kg  | Ibrahim ad-Disuki           | Hiszam Burmal          | Sammy Diego Nyongesa     | Mupompa Kais      |
| 80 kg  | Tarik Muhammad              | Bachir Sidazara        | Omyemedelubi Abraham     | ----              |
| 85 kg  | Adam Budżamalin             | Muhammad Mustafa Ahmad | Nathaniel Samuel         | ----              |
| 98 kg  | Ahmad Usman                 | Hamza Haloui           | Basile Dieudonnie        | Kanga Gislain     |
| 130 kg | Abd al-Latif Muhammad Ahmad | Andries Schutte        | Holln Mkanga Ochieng     | Radwan asz-Szabbi |

### styl wolny
| Waga   | Złoto:               | Srebro:                    | Brąz:              | Brąz:                    |
| 57 kg  | Adama Diatta         | Mathlouthi Chedli          | Abdelhak Kherbache | ----                     |
| 61 kg  | Amas Daniel          | Abderrahmane Sayeh         | Gael Diata         | Gert Coetzee             |
| 65 kg  | Zoheir Iftene        | Hajsam Mahmud              | Sampson Clarkson   | Ngeta Ibanda             |
| 70 kg  | Ijad Ibrahim Chalil  | Mohamed Ali Belayech       | Mohamed Boudraa    | Ngoyi Poramba Dydo       |
| 74 kg  | Melvin Bibo          | Hamza al-Musawi            | Blaise Debe        | Abduh Umar               |
| 86 kg  | Muhammad Ali Zaghlul | Muhammad as-Sadawi         | Cheikh Niang       | Andrew Dick              |
| 97 kg  | Soso Tamarau         | Cedric Yvan Tchouga Nyamsi | Ali Hamdi Amin     | Basile Dieudonnie        |
| 125 kg | Slim Trabelsi        | Sinivie Boltic             | Fod Sarr           | Dija ad-Din Kamal Dżauda |

## Wyniki kobiety

### styl wolny
| Waga  | Złoto:             | Srebro:              | Brąz:                     | Brąz:            |
| 48 kg | Mercy Genesis      | Rebecca Muambo       | Marwa Mizjan              | ----             |
| 53 kg | Odunayo Adekuoroye | Isabelle Sambou      | Parfaite Mambou           | ----             |
| 55 kg | ----               | Jeanne-Marie Coetzer | Bineta Diatta             | Rim Ayari        |
| 58 kg | Aminat Adeniyi     | Safiétou Goudiaby    | Marwa al-Amiri            | Noelle Mbouma    |
| 60 kg | Hela Riabi         | ----                 | Habiba Tarik Fathi Atijja | ----             |
| 63 kg | Blessing Oborududu | Berthe Etane         | Sirine Issaoui            | Anta Sambou      |
| 69 kg | Inas Mustafa Jusuf | Hannah Rueben        | Blandine Metala           | Zumicke Geringer |
| 75 kg | Laure Ali          | Blessing Onyebuchi   | Nadija Antar              | ----             |

- Nigeryjki; złota medalistka w kategorii 55 kg Patience Opuene i srebrna w kategorii 60 kg Ebi James, zostały zdyskwalifikowane za doping[1]